# George Ratsey
George Ernest Ratsey (Londres, 25 de juliol de 1875 - New Rochelle, Nova York, 25 de desembre de 1942) va ser un regatista anglès que va competir a començaments del segle xx. Era el pare del també regatista olímpic George Colin Ratsey.
El 1908 va prendre part en els Jocs Olímpics de Londres, on va guanyar la medalla de bronze en la categoria de 8 metres del programa de vela. Ratsey navegà a bord del vaixell Sorais junt a Philip Hunloke, Alfred Hughes, Frederick Hughes i William Ward.